# A Cinderella Story
A Cinderella Story er en romantisk komedie film fra 2004, hvor hovedrollerne spilles af Hilary Duff og Chad Michael Murray. Filmen er en moderne version af eventyret Askepot, hvor historien handler om en tabt mobiltelefon, i stedet for en tabt glassko. Instrueret af Mark Rosman. Filmen indeholder sangene "Now You Know" og Our Lips Are Sealed, hvor den sidste sang bliver sunget af Hilary og Haylie Duff. Soundtracket er sunget af Hilary Duff. Filmen blev oversvømmet med dårlige anmeldelser fra kritikerne, men blev alligevel en kæmpe box office-succes, med en indtjening på $66 mio. verdenen over.

## Handling
Samatha Montgomery (eller som hun vil kaldes, Sam)(Hilary Duff) bor som 8-årig alene sammen med sin far, da Sams mor er død, i en lille forstad i Californien. En dag bliver hendes far dræbt i et jordskælv, og efterlader hende alene sammen med sin plastik-kirurgi-besatte stedmor, Fiona, og hendes to onde stedsøstre Brianna og Gabriella. 8 år senere er Sam en 13-talselev, som lever under sin onde stedmors behandling. Fiona har lavet Sams fars café om til lyserødt samlested for unge, og tvinger Sam til at arbejde der som servitrice. I skolen må Sam kæmpe med de "populære" piger, som bliver ledet af cheerleaderen, Shelby. Sam føler sig alene, selvom at hun har stadig har sin ven Carter, og hun går derfor på nettet, hvor hun kommer i kontakt med en, som kalder sig "Nomad". De skriver sammen og bliver venner. Hvad Sam ikke ved, er at "Nomad" faktisk er Austin Aames (Chad Michael Murray) som er quarterback på skolens rugbyhold og skolens mest populære dreng, som i øjeblikket dater Shelby. 
Som de skriver frem og tilbage inviterer Nomad/Austin Sam med til Halloween Dance, så de kan mødes ansigt-til-ansigt. Austin slår op med Shelby, få timer for ballet. I mellemtiden tvinger Fiona Sam til arbejde sent på samlestedet, til midnat. Carter, Rhonda (Sams mentor og ven, som også arbejder på samlestedet) og resten af de ansatte på samlestedet, hjælper Sam med at komme til ballet, klædt ud som Askepot i Rhondas bryllupskjole. Hun møder Austin midt på dansegulvet, og det er her at hun finder ud af at hendes "Nomad" er Austin. Austin får kort efter Sam med uden for. Her spiller de "10 Spørgsmål", Sam afslører aldrig sin identitet, imens de danser. Sams mobilalarm begynder at ringe et kvarter før midnat, så hun kan nå at løbe tilbage til samlestedet, før Fiona opdager, at hun var væk, og hun efterlader Austin uden at have fortalt hendes rigtige navn. Som Sam og Carter skynder sig væk fra ballet, taber Sam sin mobiltelefon. Austin samler den op, fast besluttet på at finde ud af hvem "Askepot" er. 
Da Sam næste dag møder i skole, opdager hun at Austin har iværksat en eftersøgning på skolen, efter denne "Askepot". Sam føler sig stadig for ubehageligt til mode, til at kunne fortælle Austin sandheden. En aften, finder Sams stedsøstre hendes emails til Austin, da de snuser rundt inde på hendes værelse. Efter et mislykket forsøg på selv at fremstå som Askepot, viser stedsøstrene Sams emails til Shelby og hendes venner. Stedsøstrene får Shelby til at tro, at Sam, med vilje, stjal Austin fra hende, og Shelby arrangerer i vrede en ond joke mod Sam, så hun kan blive ydmyget. Joken foregår foran hele skolen, og også Austins far, som har forsøgt at få Austin til at tage på college for at spille rugby, er der. Austin har aldrig fortalt hans far, at han hellere vil på Princeton. 
Såret og ydmyget, tager Sam hjem, hvor Fiona giver hende et brev fra Princeton, hvori der står at Sam ikke er blevet optaget. Brevet er i virkeligheden falsk, og Fiona og stedsøstrene har smidt det rigtige brev fra Princeton ud, hvori der stod, at Sam faktisk var blevet optaget. Sam, som nu har fået nok af hendes stedfamilies behandling af hende, siger op i samlestedet og flytter ind hos Rhonda. Natten før den store rugbykamp, stormer Sam op i omklædningsrummet og konfronterer Austin, med at hun er blevet træt at hans to personligheder: en til hende og til hans venner. De sidste minutter inden kampen, indser Austin, hvad han har gjort, trækker sig fra kampen og bliver venner med Sam igen. I slutningen af filmen finder Sam sin fars gemte testamenter, hvor der står at hun arver alt hans. Sam går til retten, og Fiona, Brianna og Gabriella bliver idømt samfundstjeneste i samlestedet, under opsyn af Rhonda. Sam og Austin bliver begge optaget på Princeton, hvor de sammen begynder deres nye liv.

## Skuespillere
- Hilary Duff ...  Sam
- Jennifer Coolidge ...  Fiona
- Chad Michael Murray ...  Austin Ames
- Dan Byrd ...  Carter
- Regina King ...  Rhonda
- Julie Gonzalo ...  Shelby
- Lin Shaye ...  Mrs. Wells
- Madeline Zima ...  Brianna
- Andrea Avery ...  Gabriella
- Mary Pat Gleason ...  Eleanor
- Paul Rodriguez ...  Bobby
- Whip Hubley ...  Sams far
- Kevin Kilner ...  Austins far
- Erica Hubbard ...  Madison
- Simon Helberg ...  Terry
- Brad Bufanda ...  David
- J.D. Pardo ...  Ryan
- Aimee-Lynn Chadwick ...  D.J.
- Kady Cole ...  Caitlin

## Trivia
- For at forberede sig for sin køreprøve, kørte Hilary Duff sig selv frem og tilbage imellem optagestederne  – under opsyn selvfølgelig.
- Hilary Duff sagde ja tak til rollen, fordi Charles Perraults historie "Cinderella" var hendes yndlingseventyr, da hun voksede op.
- Nummeret "609" i slutningen af Chad Michael Murrays online-skærmnavn er det faktiske områdenummer for Princeton-egnen.
- I slutningen af Hilary Duffs karakteres skærm-navn er nummeret 818. 818 som er områdenummeret for San Fernando Valley, hvor filmen finder sted.
- Halskæden omkring Carters hals er i hans første scene tapet fast til hans trøje, for at undgå at mikrofonen kunne opfange støj fra den.
- Rupert Grint havde egentlig fået rollen som Austin, men blev nødt til at melde fra igen, da han havde travlt med at indspille Harry Potter og Fangen fra Azkaban.
- Jennifer Coolidges falske fingernegle var nødt til at blive tapet fast, da hun er allergisk overfor lim.

## Eksterne Henvisninger
- A Cinderella Story på Internet Movie Database (engelsk)
- A Cinderella Story på Filmdatabasen
- A Cinderella Story på Scope
- A Cinderella Story i Svensk Filmdatabas (svensk)
- A Cinderella Story på AlloCiné (fransk)
- A Cinderella Story på MovieMeter (nederlandsk)
- A Cinderella Story på AllMovie (engelsk)
- A Cinderella Story hos American Film Institute (engelsk)
- A Cinderella Story på Turner Classic Movies (engelsk)
- A Cinderella Story på The Movie Database (engelsk)